# Nossa Senhora da Piedade
Nossa Senhora da Piedade ist eine Gemeinde (Freguesia) im portugiesischen Kreis Ourém. In ihr leben 7250 Einwohner (Stand 19. April 2021).